# Barrage Tine
Le barrage Tine (arabe : سد الطين) est un barrage tunisien situé à environ quinze kilomètres au sud du Mateur sur un bassin versant de 276 km2.
Le barrage occupe la partie large de la vallée de l'oued Tine dans son cours médian, qu'il traverse en biais (350 m de longueur pour un lit majeur de l'oued s'étalant en bras multiples sur environ 270 m).
L'objectif du barrage est de régulariser le débit de l'oued en vue d'utiliser les eaux en majorité pour l'irrigation agricole et dans une moindre mesure pour un apport ponctuel en eau potable dans le cadre du Système de mobilisation des eaux du Nord tunisien (SMEN).
Le barrage est à fondation souple, en remblai homogène, d'une hauteur de 21,7 m pour une capacité maximale de stockage de 34 millions de m3. 
L'apport annuel moyen s'élève à 30,481 millions de mètres cubes.
Le barrage est entré en service en 2017.